# Queen Elizabeth Park (Neuseeland)
Koordinaten: 40° 57′ 41″ S, 174° 58′ 47″ O
Der Queen Elizabeth Park ist der letzte Bereich mit natürlichen Dünen an der Kapiti Coast im Kapiti Coast District auf der Nordinsel von Neuseeland. Die Schneise des Dünenlands zieht sich von Paekakariki bis nach Foxton und erinnert daran, wie die Küstenlandschaft vor der Zeit der menschlichen Besiedlung ausgesehen haben muss.
Das Greater Wellington District Council, der Betreiber des Parks, arbeitet mit den anliegenden Gemeinden zusammen, um die Natur im Park zu erhalten und damit auch die Naherholungsmöglichkeiten, die diese Landschaft seinen Anwohnern und Besuchern bietet.
Mit seinem 650 Hektar großen Gelände, umsäumt von einem sandigen Strand, hat der Queen Elizabeth Park viel Platz zum Schwimmen, Angeln, Wandern, Radfahren, Reiten oder auch für Picknicks.
Der Park beeindruckt zudem mit seiner Geschichte von 20.000 stationierten US-Marines im Zweiten Weltkrieg und mit einem Trambahn Museum mit historischen Straßenbahnen sowie mit einer 2 km langen Trambahnstrecke zum Strand.

## Flora und Fauna

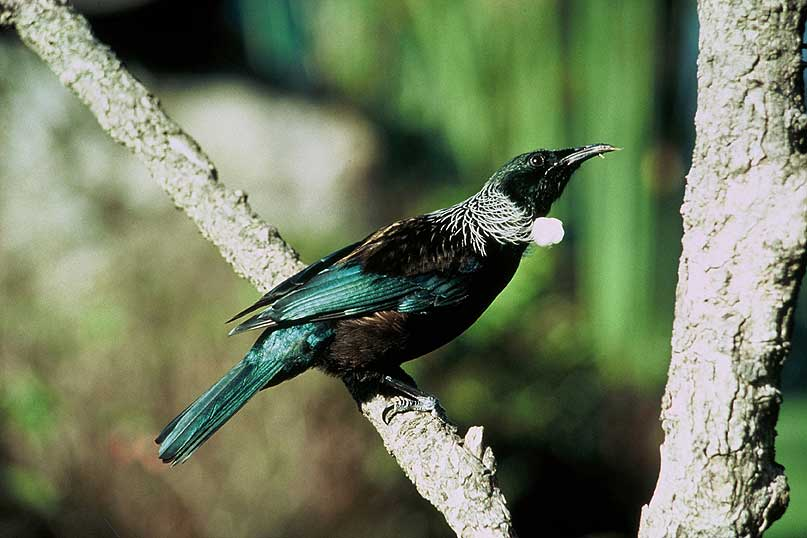
Der Tui, eine nur in Neuseeland vorkommende Singvogelart

Obwohl einige Teile des Queen Elizabeth Parks im Laufe der Zeit verändert wurden, blieb der größte Teil der Feuchtgebiete und Küsten- und Binnendünen intakt.
Auf den sich immer mehr dem Meer nähernden Dünen in Küstennähe finden sich Gräser wie das Spinifex, Pingao und Zaunwinden, auf den Dünen weiter hinten, die sich kaum noch bewegen, dann Muehlenbeckia, Taupatabäume, Harakeke (Flachs) und Farne. Kleine Buschreste liegen zwischen und hinter den Dünen. Māhoe, Kawakawa und Kaikomako bieten Insekten und Vögeln Lebensraum und Nahrung.
Diese Buschreste haben sich einst über einen Großteil der Binnendünen erstreckt, die nun aber begrünt sind. Die niedrigen Hügel schaffen eine natürliche Barriere zwischen den Bachausläufen des Akatarawa Rivers und dem Meer. Um die inzwischen selten gewordenen Küstenlebensräume zu verbessern, arbeitet der Betreiber Greater Wellington eng mit den umliegenden Gemeinden zusammen, um die Feuchtgebiete und die Reste der Kahikatea Wälder in der Nähe des Mackays Crossing wiederherzustellen.
Der Queen Elizabeth Parks ist Lebensraum vielfältiger Vogelarten und bietet dafür eine breite Palette von Nahrungsquellen. Karoro (Möwen), Kawau (Krähen) und Torea (Austernfischer) finden Nahrung entlang der Küstenlinie und nisten in den angrenzenden Dünen. Der Tui ernährt sich gern von Flachs, während die Feuchtgebiete die Heimat von Putangitangi (Paradies-Brandgänse), Regenpfeifer und Pukeko (Purpurhuhn) sind. Manchmal kann man auch Piwakawaka (Graufächerschwanz), Tauhou (Silberauge) und Kererus in den Büschen sehen.

## Parkverwaltung

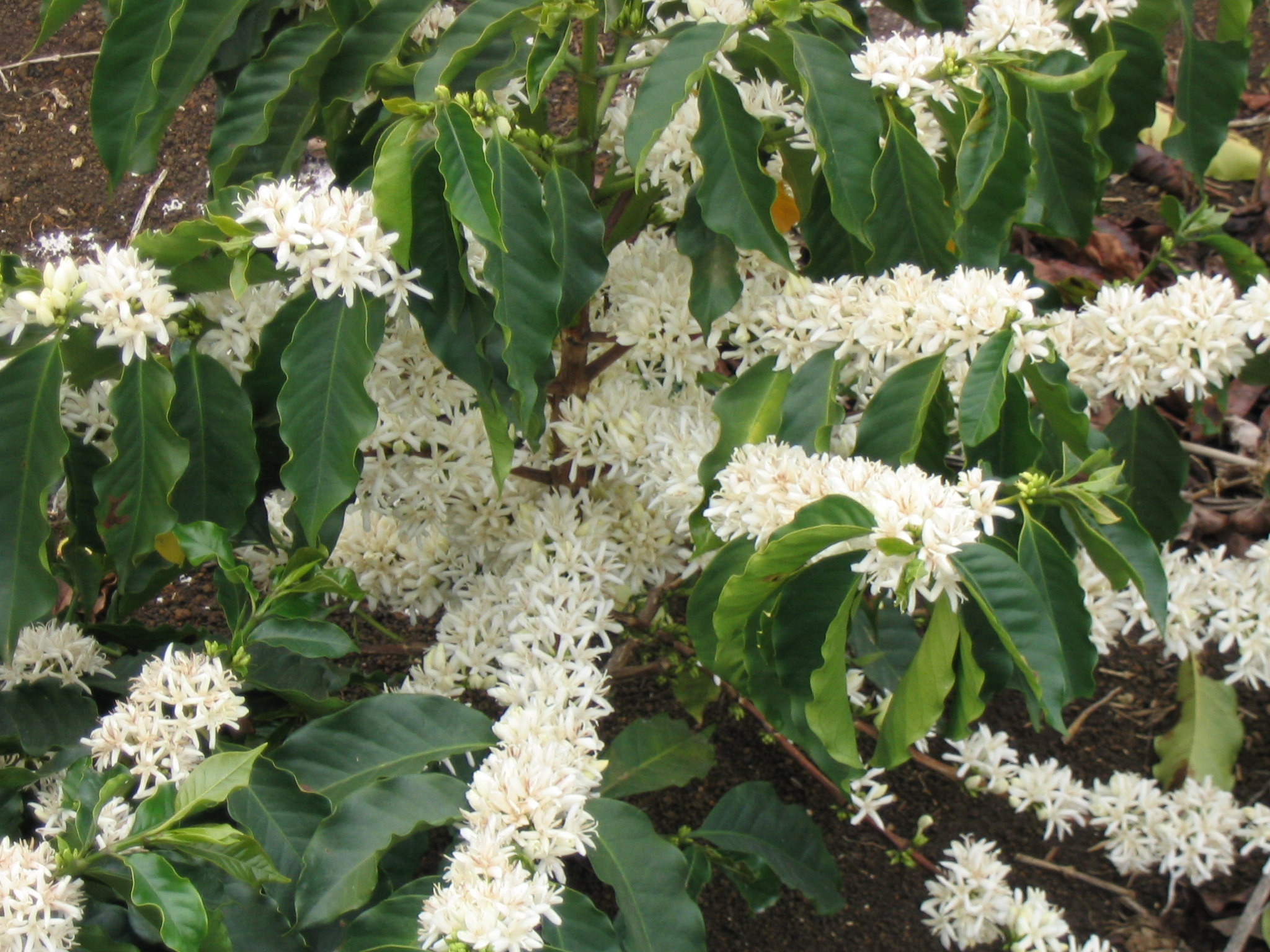
Taupata, ein Kaffeestrauch

Die Bewirtschaftungspläne des Parks liegen in Form von Vereinbarungen zwischen Greater Wellington und den Gemeinden vor, die festlegen, wie regionale Parks generell verwaltet werden. Ein Management-Plan für den Queen Elisabeth Park wurde gesetzlich im Rahmen des Local Government Act 1974 und des Reserves Act 1977 festgelegt.
Im Jahr 2003 genehmigte Greater Wellington einen überregionalen Plan zur Schaffung eines Netzwerks zur zentralen Verwaltung aller regionalen Parks.
Der Queen Elizabeth Park Management-Plan wurde letztendlich im Juni 2006 genehmigt. Er enthält die ausführlichen Leitlinien für die Verwaltung des Parks im Einklang mit der Vorgaben, die im Netzwerk-Plan festgelegt wurden und zudem im Einklang mit den Bestimmungen des Reserves Act 1977 stehen.

## Geschichte

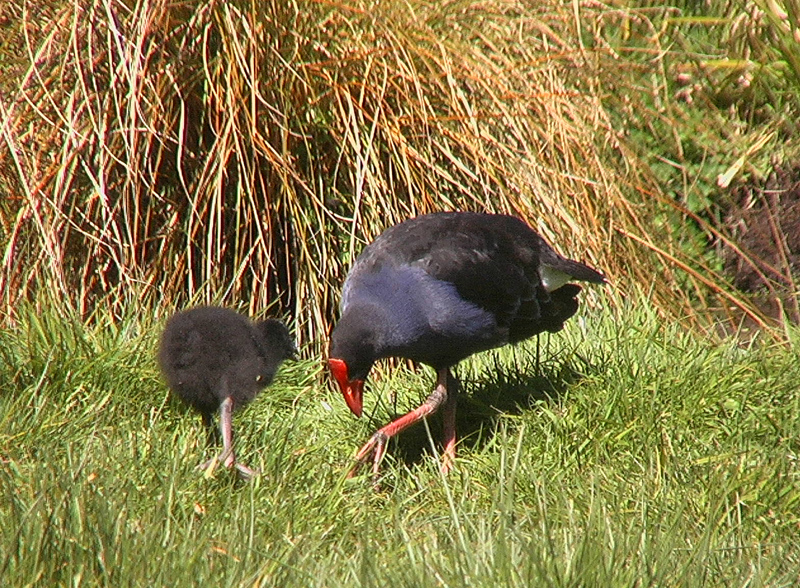
Ein Pukeko

Die Nähe zur Küste, die Flora und Fauna und nicht zuletzt die zentrale Lage des heutigen Queen Elizabeth Parks waren schon immer Gründe für die Attraktivität des Parks für die Menschen dieser Region. Die Māori lebten hier schon vor hunderten von Jahren, und es gab die großen Siedlungen Wainui und Whareroa bis Mitte der 1800er Jahre. Obwohl das Land stark bewaldet war, waren die zahlreichen Wasserläufe tief genug, um mit Kanus von Paekakariki nach Waikanae zu gelangen.
Nach den Landkäufen der Regierung in der Mitte der 1800er Jahre verließen lokale Māori allmählich das Gebiet und die europäischen Siedler begannen das Land zu bewirtschaften. Das Land wurde geräumt, die Feuchtgebiete zwischen den Sanddünen entwässert und Weiden ausgesät. Ab den 1840er Jahren bildete der Strand einen Teil der Hauptstraße nach Norden was viele Reisenden dazu bewog, bei ihrer Durchreise in Whareroa zu übernachten.
Die Verkehrswege wurden stetig verbessert und im Jahre 1886 wurde der Bau der Eisenbahnlinie zwischen Wellington und Foxton abgeschlossen. Zur Jahrhundertwende des 20. Jahrhunderts war der Strand-Highway noch immer der einzige Zugang für die Ortschaften Raumati und Paraparaumu.

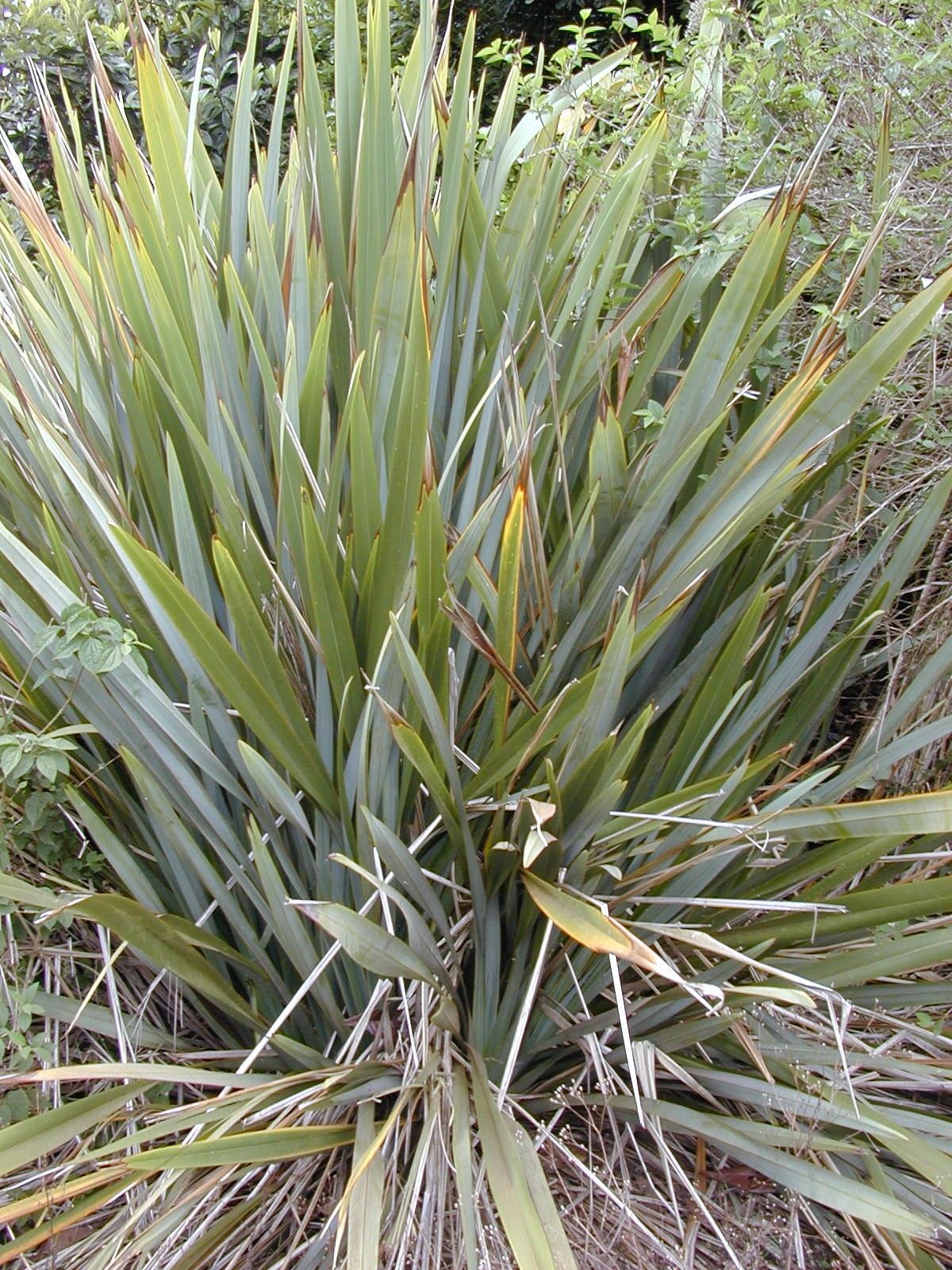
Harakeke, ein häufig vorkommender Flachs

Während des Zweiten Weltkriegs war der Sandstrand des Queen Elisabeth Parks und die ländlicher Umgebung in der Nähe von Wellington ein idealer Truppenübungsplatz für die US-amerikanischen Truppen, die sich dort auf Kämpfe im Pazifik vorbereiteten. Das Camp Russell war in der Nähe des Parkeingangs Mackays Crossing gebaut, das Camp Paekakariki war beim heutigen südlichen Eingang und das Camp MacKay oberhalb des heutigen State Highway 1 bei der Whareroa Farm. In der Zeit von Juni 1942 bis November 1943 Gemeinsam wurden insgesamt 20.000 Marines in diesen Camps untergebracht.
Kurz nach dem Krieg wurden diese Camps stillgelegt und der erste große Park in der Region eingerichtet. Benannt nach Queen Elizabeth II, wurde der Queen Elizabeth Park beim königlichen Besuch kurz vor ihrer Krönung im Jahre 1953 feierlich eröffnet und seither von einer Parkverwaltung betrieben. Viele der Erholungseinrichtungen wurden noch in den 1950er-60er Jahren eingerichtet. Die Parkverwaltung wurde im Jahr 1990 an Greater Wellington übergeben, der erste Park Ranger begann seine Arbeit im Jahr 1994.
Bis heute stellt der Queen Elizabeth Park einen großartigen Ort zum entspannen und genießen der Natur im warmen Klima der Kapiti Coast dar.

## Freizeitangebote

### Reiten

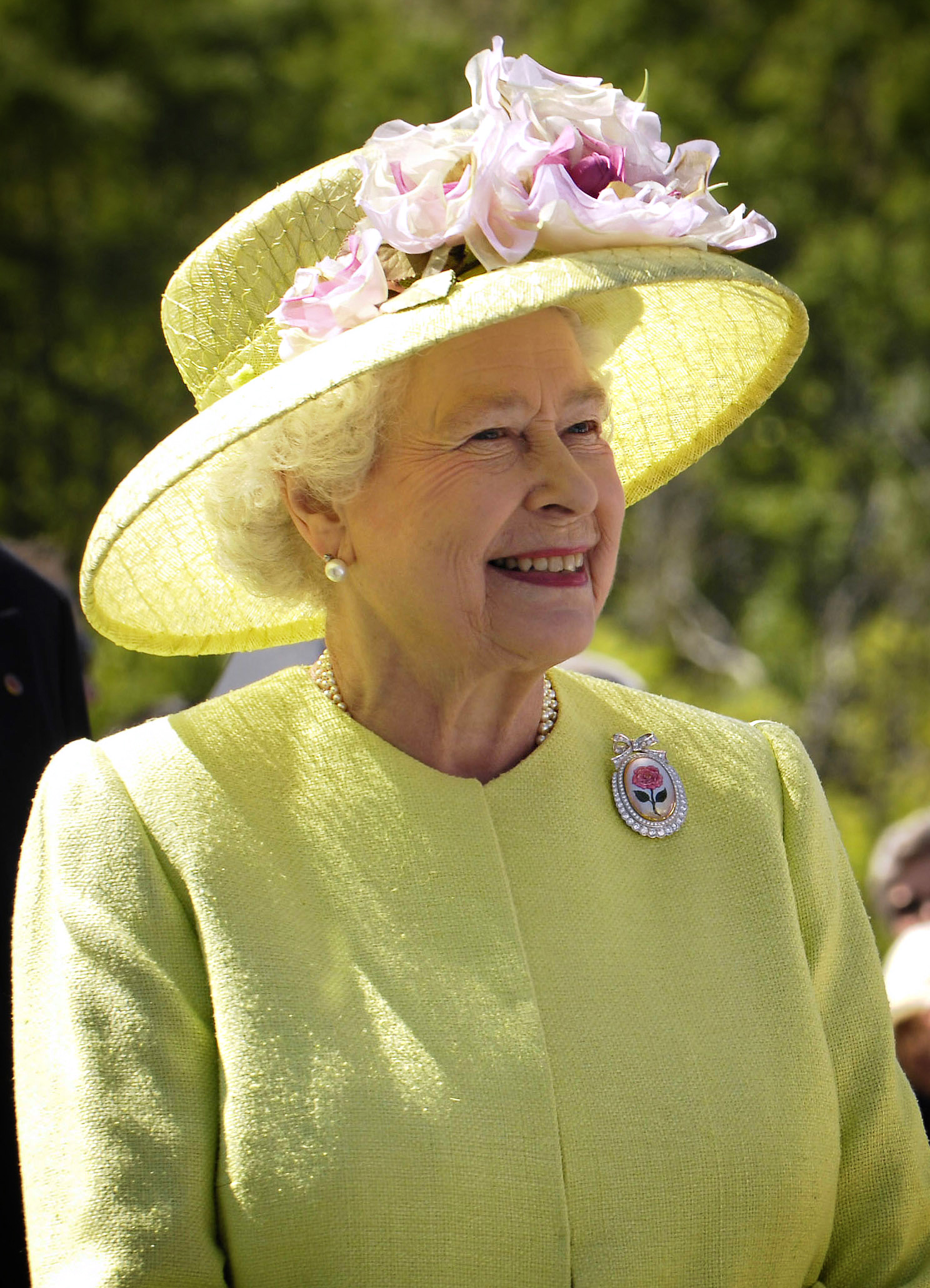
Elisabeth II. (2007) Namensgeberin des Parks

Queen Elizabeth Park ist ein idealer Ort zum Reiten, mit einfachen Wegen über Felder und direktem Zugang zum Strand. Zugangspunkte zum Strand sind Paekakariki, Whareroa und Raumati South. Man benötigt eine Genehmigung des Kapiti Coast District Councils, um am Strand zu reiten. Wanderer haben Vorrang auf den Wegen.
Reiter dürfen nicht auf den Dünenwanderwegen, nicht an den Grillplätzen und auch nicht direkt am Strand entlang reiten.

### Mountain biking

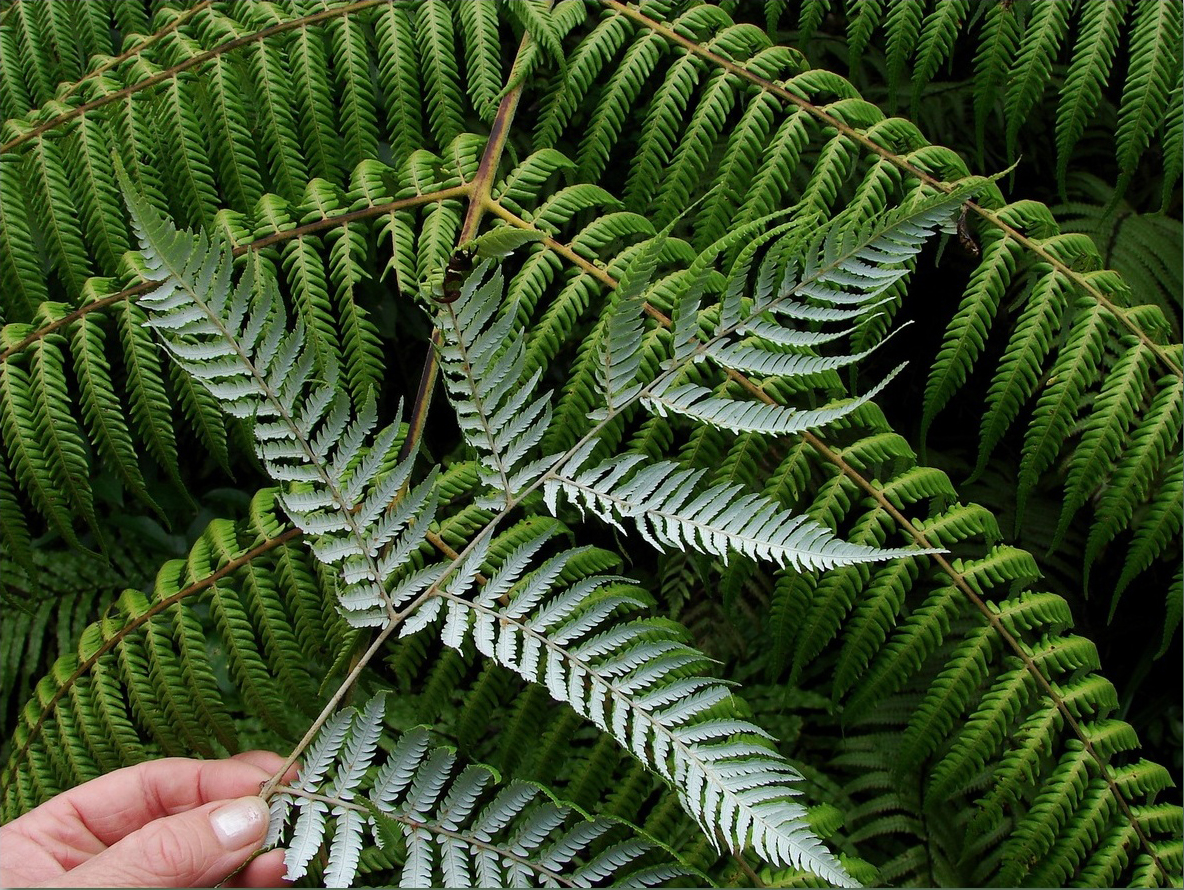
Silberfarn (Cyathea dealbata), Ein Wahrzeichen in Neuseeland

Der Park verfügt über 2 Mountainbike-Touren, die sich sowohl bei eher sportlich orientierten als auch Freizeitfahrern großer Beliebtheit erfreuen.

#### Whareroa Stream Schleife
- Länge: 4 km
- Dauer: 40 Minuten

Die beschilderte Tour startet am Whareroa Beach, verläuft zunächst auf den Dünenwegen, danach am Bach entlang bis Mackays Crossing und zurück über die versiegelte Whareroa Road zum Strand. Dabei passiert sie den Bauernhof, Pferdeweiden und Feuchtgebiete sowie das Tramway-Museum und die Gedenktafel der US-Marines des Zweiten Weltkriegs.

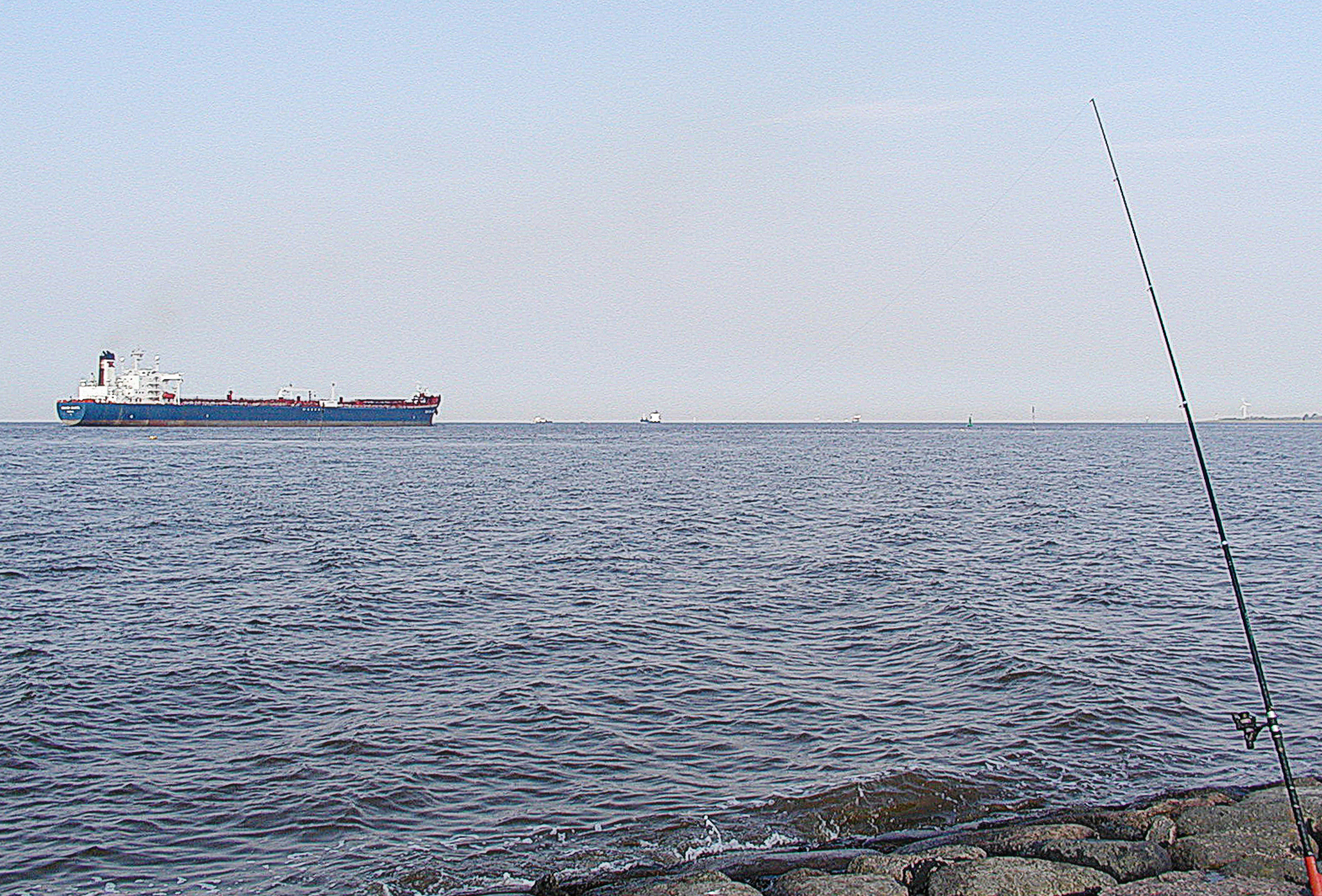
Brandungsfischen vom Ufer aus

#### Paekakariki - Raumati South Schleife
- Länge: 9 km
- Dauer: 1–2 Stunden

Die lange Schleife verläuft im Norden entlang der Küstenwege von Paekakariki durch die Dünen vorbei an historischen Stätten und bei großartiger Aussicht auf Kapiti Island. Rückfahrt über Raumati South auf den Dünenwegen mit größeren Steigungen und Abfahrten, höhe gelegene Vegetation und Blick nach Osten auf Ackerland, Feuchtgebiete und den Akatarawa Voralpen.

### Schwimmen, Surfen und Angeln
Das Meer entlang der Küste des Queen Elisabeth Parks ist hervorragend für nahezu jede Art des Wassersports geeignet. Brandungsfischer finden hier ganzjährig Gelegenheit zum angeln. Da es für die Küstenregion Greater Wellington weder Fangauflagen noch einen Fischereischein gibt, kann jeder Parkbesucher jeden Alters uneingeschränkt im Meer angeln.

### Wandern
Die natürlichen Dünen und Feuchtgebiete des Queen Elizabeth Parks sind sehr beliebt bei Wanderern, Spaziergängern und Langläufer aller Altersgruppen.
Die Dünen sind besonders fragile Ökosysteme und anfällig für Erosion. Daher werden Besucher dazu angehalten, die Wanderwege nicht zu verlassen.
Bis auf die landwirtschaftlich genutzten Weideflächen und in den Feuchtgebieten sind Hunde im Park gestattet und können ebenfalls zum Strand mitgenommen werden.

## Trambahn Museum
Das Trambahnmuseum ist direkt am Mackays Cross Eingang gelegen und hat täglich zwischen 11:00 und 16:30 Uhr geöffnet (Stand: März 2010), wohingegen die Trambahnen nur am Wochenende und dann auch nur bei schönem Wetter ausfahren.
Die gemeinnützige Gesellschaft wurde 1964 mit dem Zweck zur Erhaltung der Straßenbahnen gegründet. Ferner gibt es eine Arbeitsgruppe mit dem Ziel, das Interesse an Straßenbahnen im Allgemeinen zu fördern.
Kurz nach Schließung der letzten Straßenbahnstrecke in Wellington am 2. Mai 1964 wurden sieben Straßenbahnen von Wellingtoner Stadtteil Newtown Richtung Queen Elizabeth Park abtransportiert. Nach ein paar Wochen in vorübergehender Verwahrung kamen diese dann Mitte 1965 im Museum an.
Der erste Straßenbahn-Fahrt auf der damals sehr kurzen 200-Meter-Strecke fand zur offiziellen Eröffnung des Museums am 19. Dezember 1965 statt.